# Europarlamentari pentru Italia 2004-2009
Această listă este o listă a membrilor Parlamentul European for Italia in the 2004 to 2009 sesiunea, aranjați după nume.
Vezi Alegeri pentru Parlamentul European, 2004 (Italia) for a listă ordonată după constituency.

### A
- Vittorio Agnoletto (North-West) (Stânga Unită Europeană - Stânga Verde Nordică)
- Gabriele Albertini (North-West) (Partidul Popular European)
- Alfonso Andria (Southern) (Alianța Liberalilor și Democraților pentru Europa)
- Roberta Angelilli (Central) (Uniunea pentru Europa Națiunilor)
- Alfredo Antoniozzi (Central) (Partidul Popular European)

### B
- Alessandro Battilocchio (Central) (Neafiliați)
- Sergio Berlato (North-East) (Uniunea pentru Europa Națiunilor)
- Giovanni Berlinguer (North-East) (Partidul Socialiștilor Europeni)
- Pier Luigi Bersani (North-West) (Partidul Socialiștilor Europeni)
- Fausto Bertinotti (Southern) (Stânga Unită Europeană - Stânga Verde Nordică)
- Emma Bonino (Alianța Liberalilor și Democraților pentru Europa)
- Vito Bonsignore (North-West) (Partidul Popular European)
- Mario Borghezio (North-West) (Independență și Democrație)
- Umberto Bossi (North-East) (Independență și Democrație)
- Iles Braghetto (North-East) (Partidul Popular European)
- Mercedes Bresso (North-West) (Partidul Socialiștilor Europeni)
- Renato Brunetta (North-East) (Partidul Popular European)

### C
- Giorgio Carollo (North-East) (Partidul Popular European)
- Giuseppe Castiglione (Islands) (Partidul Popular European)
- Giusto Catania (Islands) (Stânga Unită Europeană - Stânga Verde Nordică)
- Lorenzo Cesa (Southern) (Partidul Popular European)
- Giulietto Chiesa (North-West) (Alianța Liberalilor și Democraților pentru Europa)
- Paolo Cirino Pomicino (Southern) (Partidul Popular European)
- Luigi Cocilovo (Islands) (Alianța Liberalilor și Democraților pentru Europa)
- Paolo Costa (North-East) (Alianța Liberalilor și Democraților pentru Europa)

### D
- Massimo D'Alema (Southern) (Partidul Socialiștilor Europeni)
- Gianni De Michelis (Southern) (Neafiliați)
- Antonio De Poli (North-East) (Partidul Popular European)
- Ottaviano Del Turco (Southern) (Partidul Socialiștilor Europeni)
- Antonio Di Pietro (Southern) (Alianța Liberalilor și Democraților pentru Europa)
- Armando Dionisi (Central) (Partidul Popular European)

### E
- Michl Ebner (North-East) (Partidul Popular European)

### F
- Carlo Fatuzzo (North-West) (Partidul Popular European)
- Claudio Fava (Islands) (Partidul Socialiștilor Europeni)
- Alessandro Foglietta (Central) (Uniunea pentru Europa Națiunilor)
- Monica Frassoni (North-West) (Grupul Verzilor - Alianța Liberă Europeană)

### G
- Giuseppe Gargani (Southern) (Partidul Popular European)
- Jas Gawronski (North-West) (Partidul Popular European)
- Lilli Gruber (Central) (Partidul Socialiștilor Europeni)
- Umberto Guidoni (Central) (Stânga Unită Europeană - Stânga Verde Nordică)

### K
- Sepp Kusstatscher (North-East) (Grupul Verzilor - Alianța Liberă Europeană)

### L
- Romano Maria la Russa (North-West) (Uniunea pentru Europa Națiunilor)
- Vincenzo Lavarra (Meridionale) (Partidul Socialiștilor Europeni)
- Enrico Letta (North-East) (Alianța Liberalilor și Democraților pentru Europa)
- Pia Elda Locatelli (North-West) (Partidul Socialiștilor Europeni)
- Raffaele Lombardo (Islands) (Partidul Popular European)

### M
- Mario Mantovani (North-West) (Partidul Popular European)
- Mario Mauro (North-West) (Partidul Popular European)
- Luisa Morgantini (Central) (Stânga Unită Europeană - Stânga Verde Nordică)
- Roberto Musacchio (North-East) (Stânga Unită Europeană - Stânga Verde Nordică)
- Cristiana Muscardini (North-West) (Uniunea pentru Europa Națiunilor)
- Franțasco Musotto (Islands) (Partidul Popular European)
- Alessandra Mussolini (Central) (Neafiliați)
- Nello Musumeci (Islands) (Uniunea pentru Europa Națiunilor)

### N
- Pasqualina Napoletano (Central) (Partidul Socialiștilor Europeni)

### P
- Marco Pannella (Alianța Liberalilor și Democraților pentru Europa)
- Pier Antonio Panzeri (North-West) (Partidul Socialiștilor Europeni)
- Umberto Pirilli (Southern) (Uniunea pentru Europa Națiunilor)
- Lapo Pistelli (Central) (Alianța Liberalilor și Democraților pentru Europa)
- Giovanni Pittella (Merdiale) (Partidul Socialiștilor Europeni)
- Guido Podestà (North-West) (Partidul Popular European)
- Adriana Poli Bortone (Southern) (Uniunea pentru Europa Națiunilor)
- Giovanni Procacci (Meridiale) (Alianța Liberalilor și Democraților pentru Europa)
- Vittorio Prodi (North-East) (Alianța Liberalilor și Democraților pentru Europa)

### R
- Marco Rizzo (North-West) (Stânga Unită Europeană - Stânga Verde Nordică)
- Giovanni Rivera (Neafiliați)
- Luca Romagnoli (Southern) (Neafiliați)

### S
- Guido Sacconi (Central) (Partidul Socialiștilor Europeni)
- Matteo Salvini (North-West) (Independență și Democrație)
- Michele Santoro (Southern) (Partidul Socialiștilor Europeni)
- Amalia Sartori (North-East) (Partidul Popular European)
- Luciana Sbarbati (Central) (Alianța Liberalilor și Democraților pentru Europa)
- Franțasco Speroni (North-West) (Independență și Democrație)

### T
- Antonio Tajani (Central) (Partidul Popular European)
- Salvatore Tatarella (Southern) (Uniunea pentru Europa Națiunilor)
- Patrizia Toia (North-West) (Alianța Liberalilor și Democraților pentru Europa)

### V
- Riccardo Ventre (Southern) (Partidul Popular European)
- Marcello Vernola (Southern) (Partidul Popular European)
- Marta Vincenzi (North-West) (Partidul Socialiștilor Europeni)

### Z
- Mauro Zani (North-East) (Partidul Socialiștilor Europeni)
- Stefano Zappalà (Central) (Partidul Popular European)
- Nicola Zingaretti (Central) (Partidul Socialiștilor Europeni)